# Вашловани (Тетрицкаройский муниципалитет)
Вашловани (груз. ვაშლოვანი) — село в Грузии, на территории Тетрицкаройского муниципалитета края (мхаре) Квемо-Картли.

## География
Село находится в юго-восточной части Грузии, на правом берегу реки Навебис-Хеви, на расстоянии приблизительно 22 километров (по прямой) к северо-востоку от города Тетри-Цкаро, административного центра муниципалитета. Абсолютная высота — 814 метров над уровнем моря.

## Население
По результатам официальной переписи населения 2014 года в Вашловани проживало 770 человек (391 мужчина и 379 женщин). В национальной структуре населения грузины составляли 99,6 %.
| Год  | Население, человек |
| ---- | ------------------ |
| 2002 | 812                |
| 2014 | ↘ 770              |